# Associazione Calcio Pavia 1942-1943
Questa voce raccoglie le informazioni riguardanti l'Associazione Calcio Pavia nelle competizioni ufficiali della stagione 1942-1943.

## Stagione
Dopo i cattivi risultati ottenuti nelle due ultime stagioni, nell'estate 1942 avviene la fusione tra la "Pavese Luigi Belli" e la "Vittorio Necchi". Questa porta alla nascita di una società unica pavese l'"Associazione Calcio Pavia", che ritorna ad adottare le maglie azzurre precedentemente utilizzate dalla squadra pavese sette anni prima.
La società, presieduta da Eugenio Pravettoni, viene inserita nel girone D della Serie C dove vengono inserite le altre pavesi Vigevano e V.I.S.A. Voghera.
Per fronteggiare al meglio la concorrenza, il Pavia allenato dall'ex attaccante del Bologna Pietro Andreoli ingaggia elementi di rilievo come il difensore Cornelio Gatti dalla Reggiana, gli attaccanti Luigi Galliani dal Seregno, dalla Gallaratese Piero Antona e dal Verona Romeo Melato.
Dopo aver militato nella Pro Patria torna a Pavia anche la punta Achille Buzzoni. Il miglior marcatore di stagione per i pavesi sarà ancora una volta Borghi con undici centri.
Il campionato vede protagonista il Varese, la cui supremazia è messa a tratti in discussione solo da Vigevano e Legnano. Gli azzurri pavesi ottengono buoni risultati, avvalendosi del ritrovato interesse dei suoi sostenitori.
Al termine del girone di andata sono ad un passo dalla capolista, ma nel girone di ritorno non riescono a rimanere al passo della capolista. Il sesto posto finale appaga le aspettative della piazza.

## Rosa
| N. |                   | Ruolo | Calciatore         |
| -- | ----------------- | ----- | ------------------ |
|    | Italia (bandiera) | C     | P. Acerbi          |
|    | Italia (bandiera) | C     | Renato Antolini    |
|    | Italia (bandiera) | C     | Piero Antona       |
|    | Italia (bandiera) | D     | Luigi Asti         |
|    | Italia (bandiera) | C     | Ermanno Bertolotti |
|    | Italia (bandiera) | C     | F. Borghi          |
|    | Italia (bandiera) | A     | Ettore Broglia     |
|    | Italia (bandiera) | A     | Achille Buzzoni    |
|    | Italia (bandiera) | D     | Arturo Ceffa       |
|    | Italia (bandiera) | D     | Giuseppe Collo     |

| N. |                   | Ruolo | Calciatore          |
| -- | ----------------- | ----- | ------------------- |
|    | Italia (bandiera) | C     | Luigi Galliani      |
|    | Italia (bandiera) | D     | Cornelio Gatti      |
|    | Italia (bandiera) | A     | Fiorano Grassi      |
|    | Italia (bandiera) | D     | Angelo Lauri        |
|    | Italia (bandiera) | A     | Romeo Melato        |
|    | Italia (bandiera) | P     | Michele Pallavicini |
|    | Italia (bandiera) | A     | Pietro Perotti      |
|    | Italia (bandiera) | D     | Annibale Razzini    |
|    | Italia (bandiera) | C     | Urbano Rovida       |
|    | Italia (bandiera) | P     | Angelo Stangalino   |

## Risultati

### Serie C

#### Girone di andata
| Arbitro: | Franzi (Vercelli) |

|  |           |                                    |
|  | Marcatori | 61’ (aut.) Pallavicini 72’ Falconi |

| Arbitro: | Boffardi (Genova) |

|             |           |                        |
| Damonti 34’ | Marcatori | 77’ Broglia 86’ Borghi |

| Arbitro: | Bergomi (Milano) |

|                            |           |  |
| Grassi 15’, 21’ Melato 18’ | Marcatori |  |

| Arbitro: | Fortina (Novara) |

|           |           |              |
| Torti 68’ | Marcatori | 32’ Galliani |

| Arbitro: | Mazzoli (Genova) |

|                 |           |  |
| Grassi 25’, 81’ | Marcatori |  |

| Arbitro: | Cipriani (Milano) |

|              |           |            |
| Garavelli 3’ | Marcatori | 75’ Borghi |

| Arbitro: | Sverzellati (Piacenza) |

|                             |           |  |
| Grassi 7’ Melato 57’ (rig.) | Marcatori |  |

| Arbitro: | Rosso (Torino) |

|               |           |                      |
| Cavigioli 42’ | Marcatori | 25’ Melato 75’ Collo |

| Arbitro: | Rossi (Milano) |

|                        |           |  |
| Borghi 33’ Perotti 86’ | Marcatori |  |

| Arbitro: | Piglione (Reggio Emilia) |

|                                  |           |                    |
| Ghirlanda 12’, 54’ Subinaghi 56’ | Marcatori | 85’ (aut.) Gilardo |

| 13 dicembre 1942 11ª giornata |  | – Riposa |  |  |

| Arbitro: | Scotto (Savona) |

|                        |           |               |
| Borghi 43’ Broglia 60’ | Marcatori | 32’ Buscaglia |

| Saronno 27 dicembre 1942 13ª giornata | Saronno           | 0 – 0 | Pavia | Stadio Emilio Colombo-Gaetano Gianetti\| Arbitro: \| Matucci (Seregno) \| |
| Arbitro:                              | Matucci (Seregno) |       |       |                                                                           |

#### Girone di ritorno
| Arbitro: | Limido (Milano) |

|                        |           |  |
| Madini 59’ Biraghi 89’ | Marcatori |  |

| Arbitro: | Boffardi (Genova) |

|                                              |           |  |
| Broglia 6’ Grassi 13’ Perotti 43’ Acerbi 58’ | Marcatori |  |

| Arbitro: | Gorla (Lodi) |

|                                    |           |                        |
| Modanesi 45’ (rig.) Antonietti 53’ | Marcatori | 2’ Broglia 37’ Buzzoni |

| Pavia 24 gennaio 1943 17ª giornata | Pavia              | 0 – 0 | V.I.S.A. Voghera | Stadio Comunale\| Arbitro: \| Massironi (Milano) \| |
| Arbitro:                           | Massironi (Milano) |       |                  |                                                     |

| Arbitro: | Cazzamalli (Crema) |

|                           |           |                            |
| Legramanti 16’ Merlin 27’ | Marcatori | 26’, 80’ Borghi 51’ Antona |

| Arbitro: | Canavesio (Torino) |

|  |           |                            |
|  | Marcatori | 60’ Bonifacio 90’ Cristina |

| Arbitro: | Magnoni (Milano) |

|             |           |             |
| Bermone 35’ | Marcatori | 25’ Buzzoni |

| Arbitro: | Massironi (Milano) |

|                             |           |  |
| Borghi 6’, 42’ Antolini 49’ | Marcatori |  |

| Arbitro: | Mondani (Milano) |

|                                                   |           |                              |
| Leva 24’, 25’ Colpo 42’, 57’ (rig.) Leva 67’, 83’ | Marcatori | 34’ Borghi 39’ (rig.) Melato |

| Arbitro: | Barion (Bologna) |

|             |           |                 |
| Buzzoni 71’ | Marcatori | 81’, 84’ Moroni |

| 14 marzo 1943 24ª giornata |  | – Riposa |  |  |

| Arbitro: | Matucci (Seregno) |

|                           |           |            |
| Zanetti 21’ Buscaglia 25’ | Marcatori | 44’ Borghi |

| Arbitro: | Spaudo (Biella) |

|                                   |           |  |
| Borghi 56’ Melato 74’ Broglia 80’ | Marcatori |  |

### Coppa Aldo Fiorini
| Arbitro: | Trentin (Torino) |

|                                 |           |                     |
| Campagnoli 35’, 57’ Ferrari 75’ | Marcatori | 23’, 47’ Moscatello |

| Arbitro: | Bernardi |

|                                 |           |  |
| Buzzoni 4’ Bassi 44’ Melato 85’ | Marcatori |  |

| Arbitro: | Milanone Ridor (Biella) |

|                |           |             |
| Moscatello 73’ | Marcatori | 22’ Bianchi |

| Guastalla 30 maggio 1943 Secondo turno             | Trancerie Mossina | 0 – 2 referto    | Pavia |  |
| \| \| \| \| \| \| Marcatori \| Gallo Del Medico \| |                   |                  |       |  |
|                                                    |                   |                  |       |  |
|                                                    | Marcatori         | Gallo Del Medico |       |  |

| Sesto San Giovanni 3 giugno 1943 Ottavi di finale      | Falck     | 2 – 1 referto | Pavia | Campo Dopolavoro Falck |
| \| \| \| \| \| ? ?’ (rig.) ? \| Marcatori \| Melato \| |           |               |       |                        |
|                                                        |           |               |       |                        |
| ? ?’ (rig.) ?                                          | Marcatori | Melato        |       |                        |

| Arbitro: | Codeluppi (Lodi) |

|                      |           |  |
| Boniforti 60’ (rig.) | Marcatori |  |

| Gallarate 13 giugno 1943 Quarti di finale                              | Gallaratese | 1 – 3 referto                 | Pavia |  |
| \| \| \| \| \| Moroni \| Marcatori \| Triulzi Moscatello Del Medico \| |             |                               |       |  |
|                                                                        |             |                               |       |  |
| Moroni                                                                 | Marcatori   | Triulzi Moscatello Del Medico |       |  |

| Pavia 20 giugno 1943 Quarti di finale | Pavia | 2 – 0 A tav. referto | Gallaratese |  |

| Pavia 27 giugno 1943 Semifinali                                               | Pavia     | 1 – 2 referto                     | Casale |  |
| \| \| \| \| \| Boniforti \| Marcatori \| 55’ (rig.) Gazzarri 73’ Vaglietti \| |           |                                   |        |  |
|                                                                               |           |                                   |        |  |
| Boniforti                                                                     | Marcatori | 55’ (rig.) Gazzarri 73’ Vaglietti |        |  |

| Casale Monferrato 4 luglio 1943 Semifinali                          | Casale    | 2 – 1 referto | Pavia | Stadio Natale Palli |
| \| \| \| \| \| Suozzi 12’ Grosso 50’ \| Marcatori \| 37’ Triulzi \| |           |               |       |                     |
|                                                                     |           |               |       |                     |
| Suozzi 12’ Grosso 50’                                               | Marcatori | 37’ Triulzi   |       |                     |